# Glenea hieroglyphica
Glenea hieroglyphica là một loài bọ cánh cứng trong họ Cerambycidae.